# Jérémy Toulalan
Jérémy Toulalan (Nantes, 10. rujna 1983.) je francuski umirovljeni nogometaš i bivši nacionalni reprezentativac. Igrao je na poziciji središnjeg veznog, a mogao je biti i na mjestu središnjeg braniča. Poznat je po jednostavnim dodavanjima, dobroj tehnici te efektivnoj borbi protiv suparničkih igrača.

## Karijera

### Klupska karijera

#### Nantes
Toulalan je proizvod Nantesove škole nogometa da bi od 2001. postao članom klupske seniorske momčadi. Debitirao je u bretanjskom derbiju protiv Rennesa u kojem je ušao u igru kao rezerva a Nantes je dobio susret s 3:1. Igrač je još nastupao i u Kupu UEFA nakon čega je ponovo stavljen na klupu. Toulalan se igrački afirmirao u sezoni 2004./05. kada mu je dodijeljena UNFP nagrada za najboljeg mladog igrača godine u Ligue 1. Klub je te sezone bio 17. odnosno jedno mjesto od zone ispadanja. Igrač je za Nantes odigrao još jednu sezonu nakon čega odlazi u Lyon.

#### Lyon
Tijekom sezone 2004./05. Olympique Lyon je pokazao interes za Toulalana te je ponudio Nantesu 10 milijuna eura za igrača. Međutim, klub sa sjevera Francuske je odbio ponudu.
Završetkom sezone 2005./06. Lyon je prodao Mahamadou Diarru u Real Madrid i Jérémyja Clémenta u Glasgow Rangers te je odlučio pronaći zamjenu za Diarru. Nakon dužeg pregovaranja, Nantes je 17. svibnja 2006. pristao prodati Toulalana za 7 milijuna eura dok je s igračem potpisan četverogodišnji ugovor. Time je Jérémy postao prva Lyonova ljetna akvizicija. Iako je igrač htio dres s brojem 17 koji je nosio u Nantesu, morao se zadovoljiti s brojem 28. Razlog tome je što je broj 17 klub umirovio u čast Marcu-Vivienu Foéu koji je tragično preminuo od srčanog udara na utakmici Kupa konfederacija protiv Kolumbije.
Jérémy Toulalan je za novi klub debitirao upravo protiv bivšeg Nantesa te je odigrao svih 90 minuta u pobjedi od 3:1. S Brazilcem Juninhom, Švedom Kimom Källströmom i Portugalcem Tiagom Mendesom je činio močan vezni red Lyona koji je 2007. i 2008. bio dominantan prvak Francuske.
Zbog odličnih igara tijekom sezone 2007./08. Toulalana su htjeli dovesti Arsenal i Chelsea koji su smatrali da bi igrač bio perfektna zamjena za Patricka Vieiru odnosno Claudea Makéléléa. Međutim, igrač je ostao u klubu sve do 2011. kada je otišao u španjolsku Málagu.

#### Málaga
11. lipnja 2011. igrač je transferiran u Málagu za 10 milijuna eura. Toulalan je na utakmici protiv Villarreala 28. studenog 2011. zabio prvi gol za klub ali je i isključen tijekom susreta. Kasnije je Španjolski nogometni savez poništio crveni karton a time i kaznu neigranja nekoliko utakmica.
12. veljače 2012. Toulalan zabija gol iz voleja u 3:1 pobjedi protiv RCD Mallorce dok je svoj treći prvenstveni pogodak dao Getafeu.

#### Monaco
U ljeto 2013. Toulalan prelazi iz španjolske Málage u francuski Monaco.

#### Bordeaux
U ljeto 2016. Toulalan prelazi iz Monaca u Bordeaux te potpisuje ugovor na dvije godine.

## Reprezentativna karijera
Toulalan je igrao u svim dobnim kategorijama francuske reprezentacije te je s reprezentacijom do 21 2006. godine stigao do polufinala europskog prvenstva gdje je slavila Nizozemska. Poslije je stavljen u idealnu momčad turnira na mjesto lijevog krila.
Iste godine igrač je i dobio poziv u senirosku reprezentaciju za kvalifikacijsku utakmicu protiv Ovčjih Otoka. Toulalan je odigrao svih 90 minuta susreta a Francuska je slavila s 5:0. Poslije je zbog odličnih igara u dresu Lyona uvršten i na popis reprezentativaca za Euro 2008.
Od tada je Toulalan neizostavan član startne momčadi reprezentacije dok je tadašnji izbornik Raymond Domenech smatrao da je igrač odlična zamjena za Vieiru koji se povukao iz profesionalnog nogometa. Tako je igrač nastupio i na Svjetskom prvenstvu 2010. u Južnoj Africi ali je Francuska ondje podbacila kao i na prethodnjem EURU. Zbog lošeg rezultata i sukoba reprezentativaca s izbornikom, Francuski nogometni savez je odlučio kazniti igrače. Tako je Toulalanu izrečena kazna od jedne utakmice neigranja za Tricolore. Sam igrač je na to odgovorio tako da je javnosti uputio pismo koje mu je pomogao sastaviti prijatelj novinar a u njemu su opisani razlozi sukoba s Domenechom. Toulalan je poslije odlučio da više neće igrati za francusku reprezentaciju.

## Osvojeni trofeji

### Klupski trofeji
| Klub                      | Trofej    | Sezona / godina |
| Francuska                 | Francuska | Francuska       |
| ------------------------- | --------- | --------------- |
| Lyon\|Francuski Superkup  | 2006.     |                 |
| Lyon\|Francusko prvenstvo | 2006./07. |                 |
| Lyon\|Francuski Superkup  | 2007.     |                 |
| Lyon\|Francusko prvenstvo | 2007./08. |                 |
| Lyon\|Coupe de France     | 2008.     |                 |

### Individualni trofeji
| Klub                                 | Trofej    | Godina / sezona |
| Francuska                            | Francuska | Francuska       |
| ------------------------------------ | --------- | --------------- |
| Nantes\|Najbolji mladi igrač Ligue 1 | 2005.     |                 |
| Lyon\|Momčad sezone Ligue 1          | 2007./08. |                 |

## Vanjske poveznice
- Profil igrača na službenim web stranicama Málage
- Profil igrača na Transfermarkt.co.uk
- Toulalanova statistika u Primeri
- Toulalanova statistika u Ligue 1  Arhivirana inačica izvorne stranice od 2. srpnja 2017. (Wayback Machine)
- National Football Teams.com
- FIFA.com  Arhivirana inačica izvorne stranice od 8. studenoga 2012. (Wayback Machine)